# Государь (Макиавелли)
«Госуда́рь» (итал. Il Principe; встречается перевод «Князь») — трактат флорентийского политического теоретика и государственного деятеля Никколо Макиавелли, в котором описываются методология захвата власти, методы правления и умения, необходимые для «идеального правителя».
Первоначально книга носила название De Principatibus (О княжествах). Трактат был написан около 1513 года, но опубликован лишь в 1532 году, через пять лет после смерти Макиавелли. Книга являлась фундаментальным трудом своего времени по систематизации сведений о государстве и управлении им.

## Содержание
По форме правления государства (Stati) делятся на республики (Repubbliche) и монархии (Principati). Макиавелли описывает три формы прихода к власти: оружие, сила или насилие (armi, forza или violenza), удача (fortuna, фортуна) или добродетель (virtù). Поскольку удача не во власти человека, Макиавелли останавливает своё внимание на силе оружия и добродетели, отмечая, что одно дополняет другое. «Вооружённые проповедники побеждают» (Profeti armati vincono), пишет он. Макиавелли подчёркивает, что государь иногда должен уподобляться животным (bestia), из которых он выделяет лису (volpe) и льва (leone). Лишение власти происходит вследствие лишения внешней силы (forza) или народного презрения (disprezzo), если государь обнаруживает явные пороки или нарушает «образ жизни» той страны, которой правит.
Из добродетелей Макиавелли вслед за Аристотелем особо выделяет щедрость (liberalita — состоятельность как качество свободного человека). При этом он критикует расточительство, говоря, что лучше тратить чужое, а не своё. Далее следует милосердие (clemenzia), хотя для государя она приобретает особый смысл, поскольку допускает жестокость для предотвращения беспорядков. К примеру он восхваляет Чезаре Борджиа, многократно приводя его в пример идеального государя для тех, кто получил свою власть удачей. В начале XVII главы он говорит, что своей жестокостью он навёл порядок в Романье и тем самым проявил великое милосердие. Также Макиавелли среди добродетелей перечисляет благоразумие (prudenza) и гуманность (umanita). Добродетель он ценит как репутацию (reputazione), которая позволяет избежать ненависти и презрения за постыдные поступки.
Единство страны образуют язык (lingua), нравы (costumi) и обычаи (ordini). Хотя Макиавелли обращал внимание, что la natura de’ popoli è varia — природа народа непостоянна (гл. VI). При описании внутренней структуры общества Макиавелли разделяет народ (popolo) и грандов (grandi). Мудрый государь (Principe prudente) правит, балансируя между теми и другими. Макиавелли высоко ценит французские парламенты (Parlamento), поскольку они позволяют следить за амбициозными оппонентами внутри страны и контролировать их.
Источником своих знаний Макиавелли называет опыт (esperienza), из которого он выводит «общие правила» (regole generali). Опыт управления государь должен черпать из истории. Макиавелли восхищается такими авантюристами, как Агафокл (гл. VIII), которые смогли достичь успеха (gloria), не обладая ни добродетелью, ни удачей. Напротив, Агафокл славился жестокостью (crudeltà) и бесчеловечностью (inumanità). Рассматривая этот и подобные ему исторические примеры, Макиавелли пользу (utili) ставит выше добродетели. Это следует из того, что народ больше ценит успешного правителя, чем добродетельного, поскольку именно успех правления способствует общему благу. В контексте великой цели он допускает справедливую войну (guerra è giusta). В XVII главе своего трактата Макиавелли отмечает низкую природу людей, замечая, что они в массе своей неблагодарны (ingrati), непостоянны (volubili), лживы (simulatori), боязливы (fuggitori).
Самым важным для государя Макиавелли называет армию. В XIV главе он в самом начале говорит что «государь не должен иметь ни других помыслов, ни других забот, ни другого дела, кроме войны, военных установлений и военной науки, ибо война есть единственная обязанность, которую правитель не может возложить на другого». Так же он делит войска на 4 вида — союзные, смешанные, наёмные и собственные. Союзные и наёмные Макиавелли называет опасными. По его словам наёмники в мирное время разорят тебя не хуже чем враг в военное, а в случае победы государь утратит свою власть. Союзники же подчиняются не тебе и потому нельзя сказать, каким будет их следующий шаг. Самой лучшей армией он называет собственную. Смешанная же по размеру превосходит все остальные, ибо состоит из собственных и наёмных, но по качеству уступает собственной. В пример он приводит Францию и Карла VII с Людовиком XII. По его словам Карл создал правильное войско, состоящее из своей конницы и пехоты, однако Людовик пригласил на службу швейцарцев и тем самым подорвал доверие и дух французских солдат.

## Критика
Анти-Макиавелли — философское сочинение Фридриха II, короля Пруссии и покровителя Вольтера, содержит критику труда Н. Макиавелли «Государь». Написано в 1739—1740 годах, впервые опубликовано в сентябре 1740 года, вскоре после того, как Фридрих стал королём.